# فینال جام باشگاه‌های آسیا ۱۹۹۵
فینال جام باشگاه‌های آسیا ۱۹۹۵ مسابقه فینال پانزدهمین دوره جام باشگاه‌های آسیا بود که در ۲۹ دسامبر ۱۹۹۵ برگزار شد. در این دیدار سئونگنام با برتری برابر النصر به مقام قهرمانی دست یافت.

## مسابقه
| سئونگنام          | ۱ – ۰ (و.ا.) | النصر |
| ----------------- | ------------ | ----- |
| لی تایی هونگ ۱۱۰' |              |       |